# Jared Panchia
Pour les articles homonymes, voir Panchia.
Jared Panchia est un joueur de hockey sur gazon néo-zélandais évoluant au poste de milieu de terrain / attaquant au Auckland Hockey et avec l'équipe nationale néo-zélandaise,.

## Biographie
- Naissance le 18 octobre 1993 à Auckland
- Frère d'Arun Panchia, également international néo-zélandais

## Carrière
Il a été appelé en équipe nationale première en 2020 pour concourir aux Jeux olympiques d'été à Tokyo, au Japon.

## Palmarès
- : 2e à la Coupe d'Océanie en 2013
- : 2e à la Coupe d'Océanie en 2017
- : 2e aux Jeux du Commonwealth en 2018
- : 2e à la Coupe d'Océanie en 2019